# 全球巴士航空
全球巴士航空是一家俄罗斯航空公司。其总部和枢纽机场均位于莫斯科多莫傑多沃國際機場，是西伯利亚航空的子公司。

## 歷史
全球巴士航空在2008年由西伯利亚航空創辦，起初以從母公司調派過來的圖-154M營運。全球巴士航空原本主力營運度假航線，但自2010年起添了不少國內航線。2019年8月，西伯利亚航空宣佈會在年底前把兩間公司合併，完全關閉全球巴士航空。2019年12月初，兩家公司合併完成。

## 機隊
截至年2019年10月，全球巴士航空機隊如下：
| 波音737-800 | 21 | — | 8 | 168 | 176 |                            |  |  |
| 波音737MAX8 | 2  | 8 | 6 | 168 | 176 | 俄羅斯首家採用此機型的公司 |  |  |
| 總計        | 23 | 8 |   |     |     |                            |  |  |